# 卡尔-弗里德里希·哈斯
卡尔-弗里德里希·哈斯（德語：Karl-Friedrich Haas，1931年7月28日—2021年8月12日），德国男子田径运动员。他曾代表德国、德国联队参加1952年和1956年夏季奥林匹克运动会田径比赛，获得一枚银牌和一枚铜牌。